# Przysucha
Przysucha este un oraș în Polonia.